# Charles Grut Hansen
Charlie "Charles" Nicolai Grut Hansen (29. oktober 1867 i København – 30. maj 1922 i Hornbæk) var en dansk proprietær.

## Virke
Han var søn af grosserer Alfred Hansen og Emmy født Gotschalck, blev student 1886 fra Haderslev Læreres Skole og blev oplært i landbrug på større gårde. Han var 1890-91 elev på Lyngby Landboskole og tog 1891 filosofikum. 1892 overtog han Kollekolle i Værløse Sogn med et tilliggende af ca. 150 hektar. 1906 erhvervede Grut-Hansen Værløsegård i nærheden. Han testamenterede Kollekolle med den værdifulde besætning til Sjællands Stifts Kvægopdrætterforening, som oprettede den stadig eksisterende Grut-Hansens Legatstiftelse.

### Resultater
Grut-Hansen blev i løbet af en årrække berømt, også uden for landets grænser, som en ualmindelig dygtig opdrætter af kvæg. Da han overtog proprietærgården, var der en ordinær handelsbesætning, som han forbedrede ved indkøb af tyre og kvier på Fyn. Især ville han forøge mælkens fedtindhold, hvilket også lykkedes. Grut-Hansen solgte avlsdyr til hele landet, hvorved hans resultater blev kendt. Kollekolle blev derfor også et eftertragtet lærested; ikke alene for unge landvæsenselever, men også for en mængde husdyrbrugsinteresserede fra ind- og udland.
Værløse Museum og Historisk Forening for Værløse Kommune har, med Gurli Thuneby som forfatter, i 2006 udgivet en bog om Charles Grut-Hansen med titlen: Kongen af Kollekolle - en kvægavler i særklasse.

### Tillidshverv
1897 blev han medlem af bestyrelsen for Københavns Amts Landboforening, hvor han 1898-1906 var næstformand og 1906-20 formand; ved sin fratræden udnævntes han til æresmedlem. 1902 blev han medlem af bestyrelsen og 1907 formand for Foreningen til Fremme af Landbrugets Udførsel, 1907 medlem af Statstyreskuekommissionen. Desuden var han medlem af en række bestyrelser, bl.a. De samvirkende Landboforeninger i Sjællands Stift, Det Kongelige Danske Landhusholdningsselskab fra 1907, Korps Westenholz mm. Desuden var han formand for Værløse Sogneråd 1907-22. 1908 blev han Ridder af Dannebrog.
Grut-Hansen var desuden patriot og optaget af danskheden i Sønderjylland. Han var ugift.
Han er begravet på Holmens Kirkegård i København. Der er rejst et mindesmærke i Kollekolle have af Sjællands Stifts Kvægopdrætterforening 1925, med relief af Carl Martin-Hansen. Et fotografi taget af Harald Riise findes i Det Kongelige Bibliotek.